# Cao Thanh
Cao Thanh (giản thể: 高青县; phồn thể: 高青縣; bính âm: Gāoqīng Xiàn, Hán Việt: Cao Thanh huyện) là một huyện nằm ở cực bắc địa cấp thị Truy Bác, tỉnh Sơn Đông, Trung Quốc. Huyện này có diện tích 830,74 km², dân số năm 2020 là 313.130 người, trong đó 133.021 người sống trong vùng nội thành. Mã số bưu chính của huyện là 256300, mã vùng điện thoại là 0533.

## Phân chia hành chính
Huyện Cao Thanh được chia thành 9 đơn vị hành chính gồm 2 nhai đạo và 7 trấn.